# پاول پراووسلاولف
پاول الکساندروویچ پراووسلاولف (روس: Павел Александрович Православлев; 4 (16) اکتبر ۱۸۷۳، در راخینکا - ۱۲ اکتبر ۱۹۴۱، در لینینگراد) یک زمین‌شناس، چینه‌شناسی و پالهونتولوژیست روسیه و شوروی بود. تحقیقات اصلی پروواسلافلوف با مطالعه استراتریگرافی و پالئونتولوژیک سپرده‌های نئوجنی و انسان در مناطق ولگا و دریای خزر کار می‌کرد.
پاول پراووسلاولف پسر یک کشیش روستایی ارتدوکس بود. تربیت مذهبی او در محیطی سنتی و معنوی شکل گرفت و از کودکی با مفاهیم دینی، آیین‌های کلیسایی و ارزش‌های اخلاقی آشنا شد. این زمینه خانوادگی تأثیر عمیقی بر دیدگاه‌های اجتماعی و فرهنگی او گذاشت و بعدها در آثار و فعالیت‌های فکری‌اش بازتاب یافت. ارتباط نزدیک با جامعه روستایی و تجربه زندگی در میان مردم ساده، به او نگاهی واقع‌گرایانه و همدلانه نسبت به مسائل انسانی بخشید که در مسیر حرفه‌ای‌اش نقش مهمی ایفا کرد.

## زندگی اولیه و تحصیلات
در سال‌های ۱۸۹۴–۱۸۹۸ در دانشگاه وارسا تحصیل کرد، جایی که به ژئولوژی علاقه‌مند شد و به عنوان «مقدم استاد» (۱۸ فوریه ۱۸۹۹–۱۸ فوریه ۱۹۰۲) برای ادامه تحصیلات تحت نظارت ولادیمیر امالیتسکی حفظ شد.
در سال‌های ۱۹۰۲–۱۹۰۹، پروواسلاڤلوو به عنوان دستیار آزمایشگاهی در دفتر زمین‌شناسی دانشگاه وارسا کار کرد.
از ۱ آوریل ۱۹۰۹ تا ۲۹ سپتامبر ۱۹۱۳، او در مؤسسه پولی تکنونیک دون در نوچرکاسک به عنوان استاد زمین‌شناسی و پالئونتولوژی و رئیس بخش معدن عمل کرد.
در سال ۱۹۱۳، او باقی مانده‌های خزنده‌های انقراض از منطقه رودخانه دان را در موزه بریتانیا بررسی کرد. در حالی که در لندن بود، او امضا خود را روی مبل لیڈی اسمیت ووودوارد (زن آرتور اسمیت وودوارد) گذاشت. پروواسلاڤلوف یکی از گونه‌ها را، الاسموسوروس آمالیتسکی، بر اساس نمونه ای که حاوی فقرات، کمربندهای استخوان و استخوان استخوان است، نامید. با این حال، پرووشوف و همکارانش ای. آمالیتسکی را یک الاسموساریدها نامحدد می‌دانند.
از سال ۱۹۱۵، پروواسلافلوف در دانشگاه سنت پترزبورگ (در آن زمان دانشگاه لینینگراد) کار کرده بود.
پس از مرگ امالیتسکی، پروواسلافلوف گونه‌های جدیدی از فاونا فقرات فسیل دیرین پرمیا را از رودخانه دیوا شمالی منطقه آرخانگلسک روسیه شمالی اروپا توصیف کرد. در سال ۱۹۲۷ او اولین توصیف رسمی انسترانسویا را منتشر کرد، یک جنس از بین رفته از تراپسیدهای بزرگ گوشتخور. او در یک مقالهٔ خود چندین گونه اضافی را نامگذاری کرد و مورفولوژی دو اسکلت شناخته شدهٔ من. الکساندری را به‌طور دقیق بررسی کرد. از میان تمام گونه‌های نامگذاری شده، من. لاتیفرون تنها گونه ای بود که به‌طور واضح در این گونه شناخته شده است، که بر اساس جمجمه‌هایی که در آرکانگلسک اوبلاست کشف شده و همچنین یک اسکلت بسیار نامکمل از روستای زافرازیه در ولادیمیر اوبلاست است. اگرچه کار پاول پراووسلاولف اهمیت قابل توجهی داشت، اما برای گسترش درک زیست‌شناسی این حیوانات بررسی مجدد آناتومی اسکلت لازم است.
او اولین کسی بود که رسوبات آتلی را که در بخش‌های پایینی رودخانه ولگا و در محل تلاقی ولگا-اورال شناسایی کرده بود، توصیف کرد. این رسوبات مربوط به یک مرحله پسروی در تاریخ اواخر پلیستوسن دریای خزر است که به عنوان پسروی آتلی شناخته می‌شود.
پاول پراووسلالف در ۱۲ اکتبر ۱۹۴۱ در لنینگراد درگذشت.

### حافظه
در سال ۱۹۴۸، فدوروف یک نرم‌تن منقرض شده خزر را دیداکنا پراووسلاوی به نام پاول پراووسلالف نامید.
در سال ۱۹۵۲، ویوچکوف یک جنس منقرض‌شده از گورگونوپسیان تراپسیدها به نام پراوسلاولویا را به نام او نامگذاری کرد.